# Richard Witting
Richard Witting (Ryszard Witkowski) (ur. 19 października 1856 w Berlinie, zm. 22 grudnia 1923 w Berlinie) – niemiecki prawnik, dyrektor banku, poseł, nadburmistrz Poznania (1891-1902), radny Gdańska (1889-1891).

## Rodzina
Pochodził z rodziny żydowskiej. Był siódmym dzieckiem poznańskiego kupca jedwabnego Arnolda Witkowskiego (1815-1878) i jego żony Ernestine z domu Krakau (1825-1903) – rodem ze Skwierzyny. Jego braćmi byli Maximilian Felix Ernst Harden (1861-1927), Carl Sigismund Witting, Henry Witting (1866-?), sędzia Julian Max Witting (1846-1923) i lekarz psychiatra Ludwig Witkowski (1849-?). Prócz tego miał jeszcze czworo rodzeństwa. W roku 1853 jego rodzina przeniosła się z Poznania do Berlina.
Z żoną Gabrielą Teuscher z Wittenbergi, miał dzieci, m.in. syna Axela, który poległ 5 listopada 1914 pod Hollebeke i córkę Ellen, która zmarła w młodym wieku (była żoną Hansa Paaschego, zastrzelonego w 1920 przez Reichswehrę).

## Nauka
Uczęszczał do prywatnej szkoły Grützmachera i gimnazjum francuskiego (1865-1872), które przerwał, by kształcić się jako uczeń do przedsiębiorstwa kupieckiego. W 1876 powrócił do gimnazjum, które ukończył maturą.
Przeszedł na wyznanie ewangelickie oraz zmienił nazwisko na Witting, tak jak większość jego rodziny.
Studiował prawo i administrację w Getyndze i w Berlinie. Służbę wojskową odbył latem 1876 w Getyndze podczas studiów (wstąpił do zielonych Hanowerańczyków).

## Praca i polityka
Witting pracował i pełnił następujące funkcje:
- od 1879 referent sądowy,
- od 1884 asesor sądowy,
- od 1886 asesor magistratu w zarządzie miasta Berlina,
- od czerwca 1889 do czerwca 1891 radca miejski w Gdańsku,
- 11 lutego 1891 został wybrany nadburmistrzem Poznania. Rejencja poznańska zatwierdziła wybór pod koniec kwietnia, a Witting objął oficjalnie urząd 3 czerwca 1891. Na początku kadencji zainicjował starania o zniesienie twierdzy poligonalnej, dzięki czemu miasto Poznań mogło w 1900 zwiększyć terytorium o Wildę, Łazarz, Jeżyce oraz Górczyn[5]. Dekretem królewskim, od 16 sierpnia 1891 jako nadburmistrz należał do pruskiej izby panów. Pod koniec kadencji (1902) uzyskał tytuł tajnego radcy rejencyjnego.
- 1902 do 1910 dyrektor Nationalbanku,
- od listopada 1907 poseł w sejmie pruskim (z okręgu wyborczego 4 Stade) - do końca sesji 4 kadencji 20,
- od 1911 prezes rady nadzorczej Nationalbanku,
- od 1922 drugi przewodniczący rady nadzorczej koncernu stworzonego po fuzji Nationalbanku i Darmstädter Banku (Darmstädter- und Nationalbank).

W 1899 nakładem Freud & Jeckel w Berlinie pod pseudonimem Richard Gabriel (imiona jego i jego żony) wydał zbiór nowel. W 1905 wydał pracę Der politische Bankdirektor (Berlin).
Około 1917-1918 zaczął tworzyć nową konstytucję na zasadach demokratycznych. Projekt, który przedyskutował z profesorem Hugo Preußem, stał się podstawą konstytucji weimarskiej.
Publikował swoje prace anonimowo lub pod pseudonimami Licinius Stolo, Georg Metzler.
Zmarł z powodu choroby serca 22 grudnia 1923.